# DTM 1991
DTM 1991 vanns av Frank Biela.

## Delsegrare
| Bana           | Vinnare            | Märke    | Vinnare            | Märke    |
| -------------- | ------------------ | -------- | ------------------ | -------- |
| Zolder         | Johnny Cecotto     | BMW      | Johnny Cecotto     | BMW      |
| Hockenheim     | Steve Soper        | BMW      | Steve Soper        | BMW      |
| Nürburgring    | Klaus Ludwig       | Mercedes | Klaus Ludwig       | Mercedes |
| Avus           | Hans-Joachim Stuck | Audi     | Frank Biela        | Audi     |
| Wunstorf       | Joachim Winkelhock | BMW      | Johnny Cecotto     | BMW      |
| Norisring      | Kurt Thiim         | Mercedes | Hans-Joachim Stuck | Audi     |
| Diepholz       | Hans-Joachim Stuck | Audi     | Steve Soper        | BMW      |
| Nürburgring    | Klaus Ludwig       | Mercedes | Klaus Ludwig       | Mercedes |
| Singen         | Frank Biela        | Audi     | Hans-Joachim Stuck | Audi     |
| Hockenheim     | Frank Biela        | Audi     | Frank Biela        | Audi     |
| Brno           | Klaus Ludwig       | Mercedes | Steve Soper        | BMW      |
| Donington Park | Frank Biela        | Audi     | Frank Biela        | Audi     |

## Slutställning
| Plats | Förare             | Märke    | Poäng |
| ----- | ------------------ | -------- | ----- |
| 1     | Frank Biela        | Audi     | 174   |
| 2     | Klaus Ludwig       | Mercedes | 166   |
| 3     | Hans-Joachim Stuck | Audi     | 158   |
| 4     | Johnny Cecotto     | BMW      | 147   |
| 5     | Steve Soper        | BMW      | 133   |
| 6     | Alain Cudini       | Mercedes | 106   |
| 7     | Joachim Winkelhock | BMW      | 101   |
| 8     | Kurt Thiim         | Mercedes | 97    |
| 9     | Roland Asch        | Mercedes | 91    |
| 10    | Frank Jelinski     | Audi     | 83    |